# Licinini
Licinini son una tribu de coleópteros adéfagos perteneciente a la familia Carabidae.

## Subtribus
Tiene las siguientes subtribus:
- Dicaelina
- Dicrochilina
- Lestignathina
- Licinina